# Begonia fangii
Begonia fangii là một loài thực vật có hoa trong họ Thu hải đường. Loài này được Y.M.Shui & C.I Peng mô tả khoa học đầu tiên năm 2005.